# Commoning
Commoning (von latein. communis; von cum und munus; engl. to common; dt. etwa gemeinsames Tun, Gemeinschaffen) bezeichnet selbstorganisiertes und bedürfnisorientiertes gemeinsames Produzieren, Verwalten, Pflegen und / oder Nutzen. Dabei bringen die Beteiligten ihre Fähigkeiten ein und bestimmen miteinander über Art und Umfang des Umgangs mit den Ressourcen und Produkten. Commoning benennt somit jene sozialen Praktiken, die sich als „ebenbürtiges Miteinander im gemeinsamen Tun“ beschreiben lassen. Durch das einhergehende Pooling und den Zugriff mehrerer auf die gleichen Ressourcen bietet Commoning das Potential für Klimaschutz und Ressourcenschonung.

## Historischer Kontext
Während sich der Begriff Commons bereits in Manifesten und Pamphleten findet, die sich gegen die Privatisierung von Land und Wäldern durch die enclosure acts des 17. Jahrhunderts wehren, hat der Begriff Commoning – obwohl historisch verbürgt – bisher keinen Eingang in die Lexika gefunden. Die Betonung des Praktischen, die sich in diesem Begriff ausdrückt, ist einerseits das Ergebnis historischer Forschung und andererseits Ausdruck der zunehmenden Relevanz des Praxisbegriffs in den Gesellschaftswissenschaften.
Der Satz „There is no commons without commoning“ wird dem Historiker Peter Linebaugh zugeschrieben:

„To speak of the commons as if it were a natural resource is misleading at best and dangerous at worst—the commons is an activity and, if anything, it expresses relationships in society that are inseparable from relations to nature. It might be better to keep the word as a verb, an activity, rather than as a noun, a substantive.“

Linebaugh zeigt, dass die kapitalistische Marktwirtschaft nicht naturwüchsig aus früheren Formen des Tauschhandels erwachsen ist, sondern erst durch systematische Einhegungen von Gemeingütern und Aneignungen durch Privateigentümer möglich wurden. Der Widerstand der ländlichen Bevölkerung gegen die Umwandlung von Commons und Allmenden in privates Eigentum wurde teils mit massiver Gewalt gebrochen. Die auf diese Weise ihrer Lebensgrundlage beraubten Menschen waren gezwungen ihren Lebensunterhalt durch Lohnarbeit zu sichern. Die vormals in lebendige (Re-)Produktionszyklen eingebundene Natur wurden zur Ressource für einen profitorientierten Markt. Die Philosophin Eva von Redecker schreibt dazu:

„Die Grundherren besaßen ihr Land nämlich nunmehr auf neue und radikalere Art – sie waren nicht mehr zur Wahrung von Gewohnheitsrechten und der Versorgung ihrer Untertanen verpflichtet. Das machten sie sich in den neuzeitlichen Einhegungen – insbesondere in Großbritannien und Süddeutschland – zunutze und schieden Land und Leute nochmals auf handgreiflichere Weise. Sie umzäunten Wiesen und Allmenden, vertrieben die Landbevölkerung und verwendeten den Boden anstatt für deren Selbstversorgung für rentablere Landwirtschaft oder Viehzucht. Karl Marx betrachtete diesen Prozess, den er vor allem am Beispiel der Landnahme im Schottischen Hochland studierte, als Vorbedingung kapitalistischer Wirtschaft. In der „sogenannten ursprünglichen Akkumulation“ wurde einerseits Reichtum konzentriert und eine frühe Form von Agrarkapital geschaffen. Andererseits entstand eine Klasse entwurzelter Besitzloser, die als Arbeitskräfte für das wachsende Manufaktur – und Fabrikwesen einsetzbar waren.“

Zu Beginn des 21. Jahrhunderts gewannen Commons und Commoning wieder an Bedeutung. Das hängt mit zunehmenden Krisenerscheinungen des Kapitalismus und der dadurch ausgelösten Suche nach Alternativen zusammen. In zahlreichen Debattenbeiträgen wird Commoning als Kernelement einer anderen Lebens- und Produktionsweise verstanden. Damit beginnt der Begriff als gemeinsamer Bezugspunkt unterschiedlicher disziplinärer und emanzipatorischer Bewegungen verwendet zu werden, um Ideen einer freien und zukunftsfähigen Gesellschaft zu formulieren.
„Das Revival der Commons“ in den 2000er Jahren wird durch zwei vorausgehende Entwicklungen erklärlich. Zum einen heben die Forschungen von Elinor Ostrom, die sich mit der nachhaltigen Nutzung von natürlichen Allmende-Ressourcen befassen und für die sie 2009 den Wirtschaftsnobelpreis erhielt, neue Kooperationsformen „jenseits von Markt und Staat“ ins öffentliche Bewusstsein. Zum anderen entsteht mit der bis in die 1980er Jahre zurückreichenden Bewegung der Freien Software eine neue Form der digitalen Commons, die um die Jahrtausendwende mit Open Source und der Entstehung der Wikipedia ihren Durchbruch hatte. Insbesondere die digitalen Commons waren von der Hoffnung begleitet, dass mit neuen internetgestützten Kooperationsformen auch eine neue Produktionsweise jenseits der kapitalistischen entstehen könne. Die Untersuchung der neuen Potenziale für eine gesamtgesellschaftliche Verallgemeinerung war explizites Ziel des Oekonux-Projekts. Die digitalen Commons weisen darauf hin, dass Commons auch großmaßstäblich möglich sind, weil die Menschen durchaus bereit sind, die Früchte ihrer Arbeit großzügig zu teilen, wenn die Rahmenbedingungen dies sinnvoll erscheinen lassen und die Kommunikations- und Informationstechnologien dafür bereitstehen. Die Hoffnung, dass durch die digitale Vernetzung für eine Vielzahl von Lebensbereichen neue Formen des Teilens und Kooperierens entstehen könnten, hat sich nur punktuell erfüllt. Diverse Sharing-Modelle und Communities wurden durch den sogenannten Plattformkapitalismus kommerzialisiert und „Widersprüche in die [...] Praxis des Commoning einführte“, da sich User wie bisher verhielten, aber Plattformen zumeist nicht demokratisch organisiert waren und Beiträge kommodifizierten. Darin zeigte sich die Fähigkeit des Kapitalismus, sich alternative Modelle des Wirtschaftens einzuverleiben. In diesem Spannungsfeld nutzen Commons-Theoretiker den Begriff „Commoning“ im Sinne einer kritischen Theorie der Gesellschaft, der einerseits als Beschreibungs- und Analysekategorie fungiert, andererseits emanzipatorische und alternative Formen des Produzierens und Zusammenlebens aufzeigen kann.

## Begriffsbildung
Der ressourcen-, güter- und institutionenorientierte Ansatz der Commonsforschung, wie er von Elinor Ostrom in direkter Kritik an Garrett Hardins „Tragedy of the Commons“ entwickelt wurde, eröffnete innerhalb der Wirtschaftswissenschaften das Feld für eine Vielzahl von Fallstudien zu den Commons und institutionalisierte diese in der International Association for the Study of the Commons (IASC). Mit dem Begriff Commoning und der Verschiebung des Fokus auf Praktiken und Praxis entwickelt sich die Commonstheorie zu einer Politischen Ökonomie und Gesellschaftstheorie. Die Bestimmung des Begriffs steht vor der Herausforderung, die unterschiedlichen Ressourcen, Bedingungen und Handlungslogiken der Felder zu berücksichtigen, in denen sich Commoning jeweils vollzieht. In dieser Lesart und Perspektive löst der Begriff die institutionen- und güterzentrierte Ausrichtung der Ostrom-Schule ab und überwindet, auch praktisch, grundlegende Dichotomien.
Die gemeinsame Bezugsgröße des Commoning ist der Widerstand gegen Kommerzialisierung, Kapitalisierung und Profitinteressen sowie die Umkehrung der Einhegung und Aneignung der Commons durch den Markt/Staat mit seiner rechtlichen Privilegierung des Privateigentums. Wie dieser Transformationsprozess gelingen kann, wird unterschiedlich diskutiert. In dem Podcast „Frontiers of Commoning“ lotet David Bollier mit unterschiedlichen Interviewpartner, die Potentiale des Commoning und die sozialen, gesellschaftlichen und politischen Widerstände gegen Commoning und Commons aus.
In ihrem Buch Ecommony platziert Commons-Forscherin Friederike Habermann den Begriff Commoning an zentraler Stelle, um eine Reihe von Dichotomien zu kritisieren, die Commoners hinterfragen und überwinden wollen. Sie zeigt, dass sich Commoning mit den landläufigen Bedeutungen und Zuordnungen kaum erfassen lässt, weil dieser Begriff nicht in der Binarität fußt, die unser Nachdenken über uns und die Welt geprägt haben. Im Commoning ergibt zum Beispiel der Gegensatz von Freiheit und Abhängigkeit, so wie er in der westlichen/abendländischen Denktradition verstanden wird, keinen Sinn.
Die Angewiesenheit aufeinander und die Fähigkeit der Menschen zu kooperieren gewinnen im Commoning eine positive Bedeutung und münden in eine Praxis und Organisationsform, in der sich die individuellen Unterschiede der Menschen in Form verschiedener Beiträge zu einer gemeinsamen Reproduktivität verbinden. Von der Kritik von Commonstheoretikern an Identitätskategorien sollte nicht auf einen anzustrebenden Kollektivismus geschlossen werden. Als ein Aushandlungsprozess, bei dem sich sowohl die einzelnen Akteure, aber auch das Gemeinschaftliche entwickeln und verändern, ist Commoning ein dynamischer lebendiger Prozess:

„Tatsächlich erlernen wir Autonomie, wenngleich das widersprüchlich klingt, in Beziehungen. Dort entsteht die spannungsreiche Erfahrung, aus der ich autonom hervorgehen kann. Kurz: Autonomie will in Beziehung gelernt und gelebt sein. Commons bilden dafür einen geeigneten Rahmen.“

Auch die Entgegensetzung von kollektiv versus individuell, von altruistisch versus egoistisch, von Natur versus Kultur verlieren im Commons-Universum ihren Sinn. In der Folge wird auch die Bedeutung von Begriffen wie Gerechtigkeit, Arbeit, Faulheit revidiert bzw. obsolet. So fordert Friederike Habermann eine Neubestimmung der Begriffe jenseits der Tauschlogik.
Vertreter des Commonismus verstehen Commoning als zu Geld und Markt alternative, potenziell gesellschaftlich verallgemeinerbare Koordinationsform und erkennen Commoning im aktiven Widerstand gegen Konzern- oder Staatsmacht, deren Vorhaben und Politik. Die in emanzipatorischen Bewegungen entwickelten Organisationsformen werden als sozial-symbolische Formen des Commoning verstanden. Als materielle Formen sehen sie konstitutive Praktiken des Commoning in Solidarischen Landwirtschaften, im Mietshäuser Syndikat und anderen Commons-Projekten. Erst eine Ablösung der hegemonialen Koalition aus Markt und Staat und die Durchsetzung des Commoning auch als gesellschaftliche Vermittlungsform kann den Kapitalismus überschreiten.
Autoren wie die Politikwissenschaftler Massimo de Angelis, George Caffentzis und Silvia Federici erkennen Commoning in einer Vielzahl von Praktiken, deren Commons-Logik aber von der hegemonialen, kapitalistischen Wirtschaft marginalisiert und instrumentalisiert wird. Federici verweist darauf, dass im globalen Süden Frauen viel unmittelbarer in die Reproduktionsprozesse des menschlichen und nicht-menschlichen Lebens eingebunden sind. Deshalb treffen sie auch die Einhegungs- und Kommerzialisierungsoffensiven des Kapitals härter. Federici sieht daher für feministische Politik und die Bestrebungen der Commons große Überschneidungen. Dabei grenzt sie ihre feministische Rekonstruktion der Commons von den Naturalisierungsbestrebungen des „Weiblichen“, aber auch von Ethnisierungen und identitätspoltitischen Ein- und Abgrenzungen, dezidiert ab:

„Indeed, if commoning has any meaning, it must be the production of ourselves as a common subject. This is how we must understand the slogan “no commons without community.” But ‘community’ has to be intended not as a gated reality, a grouping of people joined by exclusive interests separating them from others, as with communities formed on the basis of religion or ethnicity, but rather as a quality of relations, a principle of cooperation and of responsibility to each other and to the earth, the forests, the seas, the animals.“

Die Commons-Forscher Silke Helfrich und David Bollier entwickelten eine „Mustersprache des Commoning“ entlang von drei Clustern: als „Selbstorganisation durch Gleichrangige“, als „Soziales Miteinander“ und „Sorgendes und Selbstbestimmtes Wirtschaften“. Im Rückgriff auf die Mustersprache von Christopher Alexander und die empirisch-begriffliche Fassung zahlreicher Beispiele aus aller Welt entwickeln sie eine Terminologie, die Commoning in unterschiedlichen Kontexten gerecht wird und die Orientierung für die praktische Umsetzung bietet. Ein daraus abgeleitetes, frei zugängliches Kartenset „Commoning oder wie Transformation gelingt. Auftakt einer Musterprache“ bietet Einsatzmöglichkeiten für die Praxis.
| Soziales Miteinander                              | Selbstorganisation durch Gleichrangige                     | Sorgendes und selbstbestimmtes Wirtschaften           |
| ------------------------------------------------- | ---------------------------------------------------------- | ----------------------------------------------------- |
| Gemeinsame Absichten und Werte kultivieren        | Sich in Vielfalt gemeinsam ausrichten                      | Gemeinsam erzeugen und nutzen                         |
| Ohne Zwänge beitragen                             | Wissen großzügig weitergeben                               | Werktätigkeit und (Für-)Sorge gleichwürdig anerkennen |
| Gegenseitigkeit behutsam ausüben                  | Im Vertrauensraum transparent sein                         | Geldunabhängige Sicherheit schaffen                   |
| Situiertem Wissen vertrauen                       | Gemeinstimmig entscheiden                                  | Das Produktionsrisiko gemeinsam tragen                |
| Naturverbundensein vertiefen                      | Commons mit halbdurchlässigen Membranen umgeben            | Konviviale Werkzeuge nutzen                           |
| Selbstverantwortlich und einfühlend kommunizieren | Augenhöhe in und durch Organisationsstrukturen ermöglichen | Auf gemeinschaftsgetragene Infrastrukturen setzen     |
| Konflikte beziehungswahrend bearbeiten            | Auf Heterarchie bauen                                      | Kreativ anpassen und erneuern                         |
| Rituale des Miteinanders etablieren und pflegen   | Regeleinhaltung commons-intern beobachten                  | Beitragen und verbreiten                              |
| Eigene Governance reflektieren                    | Regelverstöße nachvollziehen und abgestuft sanktionieren   | Poolen, deckeln und aufteilen                         |
| -                                                 | Beziehungshaftigkeit des Habens verankern                  | Poolen, deckeln und umlegen                           |
| -                                                 | Einhegungen und Vereinnahmungen dazwischenfunken           | Preissouverän Handel treiben                          |
| -                                                 | Commons und Kommerz auseinanderhalten                      | -                                                     |
| -                                                 | Commonsgemäß finanzieren                                   | -                                                     |

Die aktuellen Diskussionen des Commoning und die Entwicklung einer Commonstheorie kreisen um die Frage, inwiefern Commoning die Keimform einer anderen Wirtschafts- und Lebensform darstellt, was überhaupt als Keimform gelten und wie ein solcher Transformationsprozess gelingen kann. Die Commons-Forscher Silke Helfrich und Johannes Euler untersuchen die Bandbreite der unterschiedlichen theoretischen Annäherungen und Schwerpunktsetzungen – von der Gütertheorie über den institutionen-ökonomischen Ansatz nach Ostrom bis zur Mustersprache Commoning als Aktivität und Tätigkeit rückt die soziale Praxis ins Zentrum. Da vergleichbare Praxisformen in vielen Kontexten vorkommen, ist eine Abgrenzung schwierig. Der Commons-Forscher Stefan Meretz nennt etwa die Synaxon AG als Beispiel für ein Unternehmen, das Commoning als Quelle der Steigerung von Produktivität und Profitabilität nutzt. Im staatlichen Kontext verkörpert das Solidaritätsprinzip der Sozialversicherung einen Aspekt des Commoning.
Die „Ent-Vergemeinschaftung“ und Unterbrechung von Commoning, beispielsweise in Form der Kommodifizierung, wird gelegentlich Dis-Commoning genannt.

## Praxisbereiche

### Raumbezogenes Commoning
Traditionelle, landwirtschaftliche und urbane Commons eint der Bezug auf einen Raum, also eine landwirtschaftliche Fläche, einen Wald, ein Gewässer oder ein städtisches Ensemble. Für das Commoning stellt sich hier die Frage, welche Formen des „Pflegnutzen“ oder „Nutzpflegens“, welche Regeln und auch welche Sanktionen die gemeinsame Bewirtschaftung regeln. Commoning bedeutet, dass solche Regeln nicht festgeschrieben sind, sondern immer wieder durch Aushandlungsprozesse und rituelle Ereignisse bestätigt und modifiziert werden. Durch diese strukturelle Offenheit trägt Commoning der Tatsache Rechnung, dass auch Lebenszyklen nie gleich ablaufen, sondern sich in Abhängigkeit von inneren und äußeren Umständen wandeln.
Durch gemeinsames Wirtschaften entstehen Nutzungsoptionen und gemeinschaftliche Besitzansprüche, die nicht in Eigentumsrechte übergehen. Im Unterschied zu Vereinen oder Genossenschaften verbinden sich Commoners nicht in Gleichheit, sondern auf Basis ihrer individuellen Unterschiedlichkeit: Die verschiedenen Beiträge und Bedürfnisse der Beteiligten verbinden sich zu einer sozialen Praxis, deren Früchte allen zugutekommen. Commoners legen sich nicht gemeinsam fest, sondern streben danach, „sich in Vielfalt gemeinsam auszurichten“.
In diesen räumlichen Zusammenhang geht gewissermaßen das güterbezogene Commoning, also die eigentlichen Commons als geteilte Gegenstände, auf. Commoning sorgt hierbei konzeptuell für eine perspektivische Verschiebung vom einzelnen, abgrenzbaren Gegenstand zum Fokus auf Beziehungsweisen und soziale Praktiken.

#### Beispiele
Die Matsutake-Pilzsuche und die Pflege der Iriai-Wälder in Japan kann als eine Form des traditionellen Commoning bezeichnet werden. Die Iriai-Rechte entsprechen den Allmende-Rechten.
Commoning im landwirtschaftlichen Bereich findet sich in Projekten der Solidarischen Landwirtschaft als Gemeinschaft von Produzenten und Konsumenten in Selbstorganisation oder im Kooperativenverbund Cecosesola in Barquisimeto (Venezuela), der neben landwirtschaftlichen Produkten auch Transporte, Gesundheitsdienste, Bestattungen, Bildung und Freizeit in hierarchiefreier Selbstorganisation anbietet.
Beispiele für urbanes Commoning sind die zeitweise Besetzung und selbstorganisierte Nutzung des Torre de David in Caracas (Venezuela) als Wohnraum und Arbeitsstätten oder die Erhaltung der Freiflächen des Berliner Tempelhofer Feldes zur vielfältigen selbstorganisierten Nutzung durch einen Volksentscheid der Bevölkerung. Ein weiteres Beispiel ist das Common Ground Collective, das nach der Zerstörung von New Orleans durch den Hurrikan Katrina den Aufbau von Verteilungszentren und die Rückkehr der Bewohner basisdemokratisch organisierte.

### Wissensbezogenes Commoning
Commoning bedeutet Wissen großzügig zu teilen, weil sich Wissen durch die Weitergabe vermehrt. Commoning stellt damit auch die Vorstellung von geistigem Eigentum grundsätzlich in Frage. Da das digitale Filesharing der gleichen Logik folgt (Teilen vermehrt das Geteilte), stellen sich Commoners die Frage, welche Potentiale für die Transformation unser Wirtschaftsform digitale Commons entfalten können. Auch die durch das Internet entstandenen Formen von Vernetzung stellen eine Form von Wissen dar, die Commoning fördern.

#### Beispiele
Das bekannteste Beispiel eines globalen Wissenscommons ist Wikipedia. Hier wird Wissen großzügig geteilt. Das Commoning ist allerdings durch erhebliche Ungleichgewichte bei der sozialen Zusammensetzung der Autorenschaft eingeschränkt: 90 % der Autoren sind männlich, 81 % kommen aus dem globalen Norden und 85 % besitzen eine höhere Bildung. In der deutschsprachigen Wikipedia scheiterten Versuche, das generische Maskulinum durch einen geschlechtergerechteren Sprachstandard abzulösen.
Freie Software und Open Source haben Commoning als selbstorganisierte und interaktive Softwareentwicklung auf Augenhöhe in die Produktion von Software eingebracht. In kommerziellen Kontexten haben sich inzwischen verwandte Methoden der Agilen Softwareentwicklung durchgesetzt.
Das Commons-Institut ist ein interdisziplinäres Netzwerk von Aktivisten und Forschern, die Commons und Commoning durch Publikationen, Kooperationen und Vernetzungen, aber auch durch praktische Umsetzungen für eine Transformation der Gesellschaft fruchtbar machen wollen. Die Arbeit des Netzwerks ist selbst nach Commoning-Prinzipien organisiert.

### Bewegungsbezogenes Commoning
Soziale Bewegungen bilden intuitiv Formen des Commoning aus, da das Eintreten für einen gesellschaftlichen Wandel nur erfolgreich ist, wenn möglichst viele Mitstreiter gewonnen werden. Insbesondere in neuen sozialen Bewegungen werden emanzipatorische Ziele mit kollektiven Handlungsmustern verbunden, die diesen Zielen entsprechen sollen. So ist es wichtig, die internen sozialen Strukturen inkludierend zu gestalten.

#### Beispiele
Einige feministische Theoretiker fassen die kooperierende Bewältigung von Gemeinschaftsinteressen als Commoning. Die Commons-Forscher J.K. Gibson-Graham, Jenny Cameron und Stephen Healy führen drei Beispiele an: die über Generationen andauernde Initiative in der australischen Stadt Newcastle zur Wiederherstellung der Luftreinheit, die Bewegung zur Behandlung der globalen Ozonschicht als schutzwürdiges Commons, völkerrechtlich fixiert im Montreal-Protokoll, und die Solar-Citizens-Bewegung in Australien zur Durchsetzung einer erneuerbaren Energieversorgung.
Open Source Seeds ist eine europäische Bewegung, die den Widerstand gegen die immer weitere Ausdehnung von Patentrechten auf Saatgut mit ihrem Erhalt als Commons mit Hilfe einer Open-Source-Saatgut-Lizenz verbindet.
Die Aktionen von Ende Gelände gegen den weiteren Braunkohleabbau oder Besetzung des Dannenröder Forsts gegen den Autobahnbau im Jahr 2019 oder auch die Aktionen von Extinction Rebellion und Fridays for Future und die dort entwickelten Organisationsformen werden als sozial-symbolische Formen des Commoning verstanden.

### Care-, Sorge- und Pflegearbeit als Commoning
Das große Feld der Sorge- und Pflegearbeit spielt in der Diskussion um Commoning eine besondere Rolle, weil mit der Sorge- und Erziehungsarbeit, die global gesehen vor allem von Frauen verrichtet wird, ein großer, aber kaum messbarer Bereich von Commoning existiert. Die Abhängigkeit der kapitalgetrieben Wirtschaftsaktivität von diesem Sektor kann so verdrängt werden. „In a way, women are treated like commons and commons are treated like women“, schreiben die Subsistenzforscherinnen Maria Mies und Veronika Bennholdt-Thomsen. Diese Schieflage aufzudecken und in einen gesellschaftlichen Veränderungsprozess zu überführen, ist ein zentrales Anliegen feministischer Commoners. Sie argumentieren für eine Vergemeinschaftung von Sorgearbeit außerhalb von Marktstrukturen und der Kleinfamilie. Die Schwierigkeiten Kranken- und Altenpflege mit sozialstaatlichen Mitteln zu organisieren, finanziell angemessen zu entlohnen und zugleich pflegerische Qualitätsmaßstäbe zu erfüllen zeigt aus ihrer Sicht, dass sich die Carearbeit den marktwirtschaftlichen Effizienz- und Profitansprüchen widersetzt.  Auch in der professionellen Altenpflege gibt es deshalb Commoning-Experimente, die eine andere Organisation und Kommunikation erproben. Ein Beispiel ist Buurtzorg (dt. Nachbarschaftspflege). Das Unternehmen wurde 2006 gegründet und organisiert die häusliche Alten- und Krankenpflege in kleinen, selbstständigen Teams unter Einbeziehung der Nachbarschaft. Hierbei wird allerdings kritisch angemerkt, dass auch bei Buurtzorg die überwältigende Mehrheit der Angestellten Frauen ist.